# روثا شلالية
الروثا الشلالية (باللاتينية: Salsola chellalensis) نوع نباتي يتبع جنس الروثا من الفصيلة القطيفية.

## الموئل والانتشار
موطنها المغرب العربي.